# Киселёвск
Киселёвск — город (с 1936 года) областного подчинения в Кемеровской области России.
Административный центр муниципального образования Киселёвский городской округ. Седьмой по количеству жителей город Кемеровской области. Расположен на юге Западной Сибири, в южной части Кузнецкого угольного бассейна (Кузбасса), входит в Новокузнецкую (Кузбасскую) агломерацию.

## География
Город расположен на юге Кемеровской области, в предгорьях Салаирского кряжа, в верховьях реки Абы, в 10 км к северу от города Прокопьевска, в 59 км к северо-западу от города Новокузнецка, в 178 км к югу от областного центра города Кемерова. Железнодорожная станция на Южно-Сибирской магистрали, в 58 км к северо-западу от станции Новокузнецк. Региональная автодорога 32К-2 Ленинск-Кузнецкий — Новокузнецк — Междуреченск.

### Климат
Преобладает континентальный климат. Зимы морозные и продолжительные. Лето короткое и тёплое.
Среднегодовое количество осадков 615 мм.

## История
- Примерно в 1770 году переселенцы из Центральной России основали первые поселения на территории современного Киселёвска, которые получили названия по их фамилиям: деревни Афонино, Черкасово и Киселёвка (первоначально была окраиной д. Черкасово), давшая имя городу.
- В 1836 году инженер-капитан Н. Соколовский исследовал химические и металлургические свойства афонинского угля. Позже, уже в 1842 году, он написал статью в «Горном журнале» о возможности его использования на железоделательных заводах.
- В 1850 году в Афонино началась незначительная добыча угля из мелких штолен для нужд Томского железоделательного завода.
- 15 октября 1917 года из открытого угольного разреза № 1 выданы первые 752 пуда угля. Этот день считается днём рождения Киселёвского рудника.
- 20 января 1920 года Киселёвские копи включены в состав созданного объединения угольной промышленности Сибири — Сибуголь.
- 25 октября 1921 года закончено строительство кольчугинской ветки железной дороги Кольчугино-Усяты. Пошёл первый эшелон угля киселёво-прокопьевских копей.
- В 1932 году Заложены первые шахты «Наклонная № 1» и «Капитальная № 1».
- 2 марта 1932 года ВЦИК постановила отнести к категории рабочих посёлков посёлок при Киселёвском каменноугольном руднике (с территорией химзавода и шахтстроя), присвоив ему название «Киселёвск»[3].
- 1 ноября 1932 года на месте деревень Афонино и Черкасово образован Киселёвский рабочий посёлок и избран поселковый Совет.
- 20 января 1936 года рабочий посёлок Киселёвский постановлением ВЦИК переименован в город Киселёвск. В 1940—1949 годах Киселёвск был центром Киселёвского района.
- Постановлением Президиума Новосибирского облисполкома от 26.12.1937 г. № 489 город переименован в Кагановичевск. Постановленим Президиума ВЦИК 02.03.1938 г. ходатайство о переименовании было отклонено[4].
- В 1942 году в город на спецпоселение были депортированы российские немцы (в ноябре 1943 года в городе на шахтах трудились 1534 немца[5]), а в августе 1944 года депортированы крымские болгары из с. Кишлав
- 26 января 1943 года Президиум Верховного Совета СССР принял решение о выделении из Новосибирской области Кузбасса и о создании на его территории Кемеровской области с административным центром в городе Кемерово. так Киселёвск вошел в состав Кемеровской области.

## Экономика
Киселёвск входит в число городов Кузбасса, имеющих чётко выраженную специализацию на добычу и обогащение угля, то есть обладает моноструктурной экономикой, зависящей от сырьевой базы. В период реструктуризации угольной промышленности в городе было закрыто шесть шахт. Сегодня в Киселёвске не осталось ни одной работающей шахты (ОАО шахта «Киселёвская» (СДС) и шахта № 12) были закрыты в 2013 году. Действуют четыре угольных разреза («Киселёвский» компании «СДС-уголь», Вахрушевский угольный разрез угольной компании «Кузбассразрезуголь», ООО «Участок „Коксовый“» «Промышленно-металлургического холдинга», разрез от шахта 12 «АО Стройсервис»), а также две обогатительные фабрики. Есть планы восстановления добычи угля на участках некоторых закрытых шахт, в частности, на участках «Карагайлинской» и «Тайбинской» шахт. Ещё несколько угольных предприятий на Ерунаковско-Соколовском месторождении открыты взамен закрывшихся шахт Киселёвска, но они работают на территории Прокопьевского района и отчисляют деньги в его бюджет. Обогатительные фабрики «Карагайлинская» и «Сибоптпрофи».
Распоряжением Правительства РФ от 29.07.2014 № 1398-р (ред. от 13.05.2016) «Об утверждении перечня моногородов», включён в список моногородов Российской Федерации с наиболее сложным социально-экономическим положением.
Источник водоснабжения: Кара-Чумышское водохранилище.

## Экологическая обстановка
В черте города ведут свои работы 9 разрезов добычи угля открытым способом. Угольная пыль и взрывы на разработке угля крайне неблагоприятно влияют на окружающую среду и здоровье населения. По закону угольные разрезы должны находиться не менее чем в километре от жилой зоны, и в решении Роспотребнадзора от 2009 года сказано, что предприятия Киселевска добывают уголь в нарушении условий лицензии. В 2019 году в прессе появились сообщения о чёрном снеге в Киселёвске.
В июне 2019 года группа жителей Киселёвска записала обращение премьер-министру Канады Джастину Трюдо и генсеку ООН Антониу Гуттеришу с просьбой спасти их от экологической катастрофы. Жители сообщают, что страдают от угольной пыли и выхлопов карьерного транспорта, в городе высокая заболеваемости раком, но люди не могут уехать из города, так как они живут в бедности и их жилье невозможно продать. Помощи от властей люди не получают: «чиновники, которые должны следить за безопасностью окружающей среды, встают на сторону угольщиков». В связи с этим жители просят премьера-министра Канады предоставить им статус экологических беженцев и позволить переехать на жительство в Канаду. Генсека ООН они просят «рассказать о проблемах Кузбасса представителям России» в ООН.
В сентябре 2019 г. на «Радио Свобода» вышло интервью с местной журналисткой Натальей Зубковой, чье независимое СМИ «Киселёвск ньюс» публикует жалобы жителей на экологию. Зубковой было организовано и обращение киселевцев к западным политикам. Журналистка сообщила, что спустя три месяца экологическая ситуация в Киселёвске не улучшилась: жители страдают от угольной пыли, БелАЗы с углем ездят по дорогам общего пользования, земля горит «как на вулкане», в городе открываются неофициальные угольные склады. Также она рассказала, что в прошлую зиму 6-7 тысяч жителей города мерзли при 10 градусах тепла, однако администрация жалобы жителей не регистрировала. Население вынуждено покидать город, а администрация, по мнению Зубковой, сама заинтересована в освобождении территории под угледобычу. Мэр Максим Шкарабейников потребовал, чтобы Зубкова согласовывала все интервью и опросы как общественные мероприятия, а список вопросов подавала ему на утверждение. Он также пожаловался на неё в прокуратуру и полицию. Закон о СМИ в Киселёвске не работает, считает Зубкова.
14 июля 2019 года кемеровский журналист и блогер Фома Неверов выпустил фильм «Тихое место. Зима в аду», в котором рассказал об экологических проблемах города. Фильм был опубликован на youtube-канале журнала «Абажур, вид из Кузбасса» и сайте «Эхо Москвы».
В ночь на 1 ноября 2019 года в Киселёвске был убит бывший мэр города Сергей Лаврентьев. Местный депутат Владимир Васильев и другие жители города считают, что убийство было совершено, чтобы скрыть хищения Лаврентьевым средств, выделявшихся из федерального бюджета на рекультивацию шахт и создание новых рабочих мест. Запланированная на ноябрь программа Андрея Малахова на «России-1» об угольных разрезах Киселёвска и убийстве бывшего мэра Лаврентьева была отменена. Жители города уверены, что причина отмены эфира: сильное лобби угледобытчиков, а также тесные связи между заместителем гендиректора канала «Россия-1» Сергеем Брилевым и губернатором Кемеровской области Сергеем Цивилевым.
В феврале 2021 года на Наталью Зубкову вечером напал неизвестный мужчина и пригрозил физической расправой ей и её семье. Зубкова уехала из города, не разглашая нового места жительства, однако в апреле следователь из Киселевска вызвала её на допрос. После этого Зубкова покинула Россию и в мае объявила о закрытии «Новостей Киселевска».

## Население
На 1 января 2025 года по численности населения город находился на 202-м месте из 1124 городов Российской Федерации.
| 1939     | 1956     | 1959     | 1962     | 1967     | 1970     | 1972     | 1975     | 1976     | 1979     | 1982     | 1985     |
| -------- | -------- | -------- | -------- | -------- | -------- | -------- | -------- | -------- | -------- | -------- | -------- |
| 44 000   | ↗116 000 | ↗130 700 | ↗142 000 | ↘138 000 | ↘127 000 | ↘125 000 | ↘124 000 | →124 000 | ↘122 000 | ↗124 000 | ↗126 000 |
| 1986     | 1987     | 1989     | 1990     | 1991     | 1992     | 1993     | 1994     | 1995     | 1996     | 1997     | 1998     |
| →126 000 | ↗128 000 | ↘120 000 | →120 000 | ↗127 000 | ↘126 000 | →126 000 | ↘125 000 | ↘115 000 | ↘114 000 | →114 000 | ↘112 000 |
| 1999     | 2000     | 2001     | 2002     | 2003     | 2004     | 2005     | 2006     | 2007     | 2008     | 2009     | 2010     |
| ↘111 100 | ↘110 000 | ↘108 200 | ↘106 341 | ↘106 300 | ↘105 000 | ↘104 100 | ↘103 600 | ↘103 400 | ↗103 800 | ↗103 811 | ↘98 365  |
| 2011     | 2012     | 2013     | 2014     | 2015     | 2016     | 2017     | 2018     | 2019     | 2020     | 2021     | 2025     |
| ↘98 147  | ↘96 847  | ↘95 781  | ↘94 564  | ↘93 367  | ↘92 210  | ↘90 980  | ↘89 867  | ↘88 192  | ↘86 573  | ↘83 431  | ↘80 115  |

Население на 1 января 2019 года составляет: 88 192.

## Территориальное устройство
Киселёвск имеет сложную планировку, исторически сложившуюся по принципу «Шахта — посёлок», и состоит из восьми обособленных территориальных районов: Обувная фабрика, Красный Камень, Афонино, Центральный (Город), Зелёная Казанка (12-я шахта), Черкасов Камень, Карагайла (п. Карагайлинский), Ускат (Завод «Знамя»). Жильё построено в основном в 1950-х — 1960-х годах.
С ближайшим городом Прокопьевском Киселёвск имеет общую границу, проходящую между районами «Обувная фабрика» (Киселёвск) и «Красная горка» (Прокопьевск) примерно по линии железнодорожной ветки, проложенной к Вахрушевскому разрезу. Разрозненные отдельные районы-посёлки как Киселёвска, так и Прокопьевска отстоят друг от друга на большее расстояние, чем два города в месте их соприкосновения. Так как визуально два города составляют одно пятно застройки, имеют общие для двух городов автобусные маршруты и пересекающиеся ареалы приложения рабочей силы, в советские годы рассматривался вопрос об их объединении. В 1932 году перспективному почти 350-тысячному городу было придумано имя «Углеград».

## Социальная сфера
Образование и культура
Научный и культурный потенциал Киселёвска представлен филиалом Международного института экономики и права (МИЭП), горным техникумом, педагогическим колледжем, политехническим техникумом сетью образовательных и профессиональных учебных заведений. В городе 2 кинотеатра, 3 дворца культуры и клуба, 4 дома детского творчества, 36 детских садов, художественная школа, 2 музыкальных школы, 8 библиотек, краеведческий музей.
Здравоохранение
Киселевская станция скорой медицинской помощи обслуживает Бурлаки, Пушкино, ст. Ускат, Карагайла, Ивановка, Старо Сергеевка, Тихоновка, Кутоново, ст. Углерод, Чапаевский, Севск, Алексеевка, Октябрьский, Антоновка, Лукьяновка, Михайловка, Иганино, Малиновка, Инченково.

## Средства массовой информации
МУП Телерадиокомпания «Киселёвск», газеты «Телевизионный вестник», «Городок», «Киселёвские вести». Старейшая в городе газета «В бой за уголь» прекратила своё существование в январе 2015 года.

## Транспорт
Одноимённая железнодорожная станция соединяет город с Прокопьевском, Белово, Ленинск-Кузнецким, Новокузнецком, Осинниками, Калтаном, Малиновкой, Полысаево.
С автовокзала города автобусы ходят в Александровку, Барнаул, Берёзовский, Гурьевск, Кемерово, Краснобродский, Ленинск-Кузнецкий, Междуреченск, Новосибирск, Прокопьевск, Белово, Новокузнецк, Томск, Яровое.

## Религия
Русская православная церковь (Московский патриархат)
- Местная религиозная организация православный приход храма апостолов Петра и Павла г. Киселёвска Кемеровской области Кемеровской епархии Русской православной церкви (Московский патриархат).
- Местная религиозная организация православный приход храма иконы Божией Матери «Скоропослушницы» г. Киселёвска Кемеровской области Кемеровской епархии Русской православной церкви (Московский патриархат).
- Местная религиозная организация православный приход храма Святой Троицы п. Карагайлинский г. Киселёвска Кемеровской области Кемеровской епархии Русской православной церкви (Московский патриархат).
- Местная религиозная организация православный приход храма Преподобного Сергия Радонежского г. Киселёвска Кемеровской области Кемеровской епархии Русской православной церкви (Московский патриархат).

Ислам
- Местная мусульманская религиозная организация «Ислам» города Киселёвска (652700, Кемеровская область, г. Киселёвск, ул. Лутугина, д. 84). Она входит в централизованную религиозную организацию «Духовное управление мусульман Кемеровской области».
- Местная исламская религиозная организация в городе Киселёвске Кемеровской области (652700, Кемеровская область, г. Киселёвск, ул. Чайковского, д. 5.)
- Религиозная группа мусульман города Киселевска Кемеровской области. Учётный номер 4218010146. (652700, Кемеровская область, г. Киселёвск, ул. Чайковского, д. 5.)

Буддизм
- Религиозная группа «Киселёвская Буддийская Сангха». Учётный номер 4218010027. Она входит в Ассоциацию буддийских общин и в Объединение буддистов Кемеровской области.
- Местная религиозная организация «Буддийский Центр Алмазного Пути школы Карма Кагью города Киселёвска». С 19 марта 2024 года прекратила деятельность по решению суда на основании ст.8 Федерального закона от 26.09.1997 № 125-ФЗ «О свободе совести и о религиозных объединениях». Она входила в централизованную религиозную организацию Российская Ассоциация буддистов Алмазного пути традиции Карма Кагью.
- Религиозная группа «Буддийский центр Алмазного пути традиции Карма Кагью города Киселёвска». Учётный номер 4218010194. 23 мая 2024 года она уведомила органы государственной власти о начале своей деятельности. Группа входит в централизованную религиозную организацию Российская Ассоциация Буддистов Алмазного Пути Традиции Карма Кагью.

Христиане веры евангельской (пятидесятники)
- Местная религиозная организация Церковь христиан веры евангельской «Слово жизни» г. Киселёвска. (улица Казанская 17 А)
- Местная религиозная организация Церковь христиан веры евангельской (пятидесятников) «Воскресение Христа» г. Киселёвск. (улица Баргатиона 39).
- Религиозная группа христиан веры евангельской (пятидесятников) «Церковь Поклонение» г. Киселёвск. Учётный номер 4218010002.
- Религиозная группа Христианская церковь «Свет миру» г. Киселевск. Учётный номер 4218010125. (улица Краснокаменская 17).
- Религиозная группа христиан веры евангельской (пятидесятников) «Церковь Краеугольный Камень» г. Киселевск. Учётный номер 4218010130.
- Религиозная группа «Церковь Любовь Отца» г. Киселёвск. Учётный номер 4218010155. (улица Московская 3).

Баптисты
- Религиозная группа Церковь Евангельских христиан-баптистов на Циолковского Международного союза церквей евангельских христиан-баптистов
- Религиозная группа Церковь Евангельских христиан-баптистов п. Карагайлинский Международного союза церквей евангельских христиан-баптистов
- Религиозная группа Церковь Евангельских христиан-баптистов на Берёзовой Международного союза церквей евангельских христиан-баптистов

## Галерея
- Школа №27
- Жилой массив Красный камень
- Ж/д вокзал
- Храм Иконы Божией Матери Скоропослушница
- Станция скорой медицинской помощи
- Водоем "Красный Кузбасс"
- Общежитие обувной фабрики. 11.04.2020 photo @ArtAndZak
- Река Аба. район ЦОФ
- Снег в районе Машиностроительного Завода